# 紅豆麵包 (電視劇)
《紅豆麵包》（韓語：단팥빵）是韓國MBC於2004年7月4日起每週日上午9時播放的電視劇，講述從童年時期的一對冤家男女以及他們身邊的親人、朋友的青春愛情喜劇。這部電視劇講述著現在的他們，也會在節目結尾時以採訪的方式講述小時候的他們，就像一本充滿回憶的相簿，外表普通有點舊舊的，但翻開時裏面卻是燦爛的、有趣的美好回憶，搭配著可愛的、輕鬆的又或是搞笑的背景音樂，讓這齣劇變得更活潑有趣。乾淨清爽，餘韻悠長，是部另人看完還會會心一笑的電視劇。

## 故事概要
安南俊和韓家嵐是小學同學，家嵐是個比起穿裙子，更愛穿褲子，不喜歡上鋼琴學院，更願意去學跆拳道的義氣女孩。南俊課業優秀，長相帥氣，是女生喜歡的白馬王子。有一天，南俊把善熙(家嵐的好友，暗戀南俊)送的紅豆麵包送給惠珍(南俊喜歡的女孩)的情景被家嵐看見，家嵐向南俊大肆討伐，由此開始兩人的「孽緣」。
隨著時間流逝，家嵐回母校當老師，南俊作為建築公司的律師再回故鄉。兩個人從一開始的冤家似的相互攻擊，到各自感情失敗後的同病相憐，從南俊的這句「和我交往吧！就100天，就交往100天。」開始了互相療傷的可愛故事。他靠在她家門口的牆邊等著見她，她出門口就尋找著他的身影，就這樣每天早晨見對方一面開始忙碌的一天漸漸成為習慣，偶爾甜言蜜語、偶爾鬥嘴打架，100天的跌跌撞撞最後他們發覺彼此相愛，為這段20年的孽緣以甜蜜有趣的方式變成了美好的姻緣。

## 演員陣容

### 主要人物
| 演員   | 角色                   | 介紹 |
| 崔江姬 | 韓家嵐（幼年：沈恩敬） | 27歲，全州仁荷小學六年三班的班級導師。 住在朋友姍熙家， 她活潑、隨和、樂觀、積極向上、感情豐富、心胸寬廣、愛開玩笑，像個孩子單純可愛。因此，很受學生歡迎。對看不順眼的事情，不能忍受。在愛情方面很專一也很笨拙，20年來只看著先鶴一個人。在其他男生面前家嵐是令人聞風喪膽的老虎，只有在先鶴面前是隻綿羊，她只為先鶴打扮、只對先鶴示弱、只叫先鶴一個人是“哥哥”，為了先鶴她可以連最不喜歡穿的裙子都願意穿，只要是先鶴說的不管是什麼她都會乖乖聽。 她是個義氣女孩，對看不慣的事或是欺負女生的男孩子，都會用盡全身力氣連踢帶踹。其中被打得最慘的就是南俊，『紅豆麵包事件』開始了兩個人的“孽緣”，直到高中，家嵐和南俊還總是因大大小小的事情發生衝突。如果說南俊是她的眼中釘，先鶴就是她的精神支柱。 |
| 朴廣賢 | 安南俊（幼年：姜成賢） | 劉關何的建築公司內聘律師。 乾淨俐落的外表，非凡的頭腦，良好的職業, 是各方面都非常出色的人物。可愛的外表、聰明又優秀的他，從小到大都是所有女孩子的白馬王子。他看上去冷淡、無禮又懶惰，其實他內心很熱情，感情很豐富細膩，對愛情和工作很專一。別人要用一周才完成的工作，一兩天就能做完。對待愛情他很珍惜、很貼心，深受女孩喜歡的他，從小到大心裏都只有惠珍一個人。在惠珍面前他溫文爾雅、成熟懂事，給惠珍純真無暇的愛。 完美的他每次遇見家嵐就變得像個孩子，幼稚、不服輸、計較、愛爭吵。小時候和家嵐每次見面就鬥嘴，沒說幾句就被家嵐壓著打，就算是每次都被打的鼻青臉腫，南俊還是總是找家嵐的碴，鬧她、整她、取笑她，就算是長大之後還是沒變，一見面就像回到國小一樣。                              |
| 鄭燦   | 劉關何                 | 33歲，建築公司總經理。 寡言、冷峻、充滿自信，具有能左右局面的領袖氣質。只要下定決心，就沒有實現不了的想法，有讓對方無力否決的魅力。在男人眼裏也是個充滿魅力的人。對女人從來不感興趣的他，因為一次交通事故結識了家嵐，勇敢、特別的家嵐吸引了他的視線，有趣的家嵐讓冷峻的他也不禁失笑。面對這個什麼都不怕，把自己當成學生教育的女人，他想開始平生第一次的愛情。下了決心，就要執行的關何，突然出現在家嵐面前，非常紳士、非常溫柔地表白了自己的感情。有次家嵐的一個學生為了還錢在夜總會工作，劉關何知道後怕家嵐為了救學生而受傷，自己挺身營救，從此與家嵐有了點熟悉。他小心又貼心的呵護家嵐，每天像個騎士般在家嵐的身邊，卻不知為何不能打動她的心，就算是這樣他也沒有放棄。                       |
| 鄭少英 | 洪惠珍                 | 家嵐的同學，全州仁荷小學的代課老師。 輕柔的語氣，完美無瑕的美貌，有教養的姿態，以自我意識顯露出的聰明性格，就像個高傲的公主，所以家嵐都叫她「洪公主」。與感性急躁的家嵐正好相反，她理智冷靜，思想深沈、處事小心、多才多藝、無所不能。從小到大深得男生們喜歡，總是受到優待，比起照顧別人，更習慣於被別人照顧。從小直到分手，雖然不及南俊的愛那樣深，但也愛過他。結果在她特有的自我意識下和南俊分手，選擇了其他男人。與南俊不同的是，她把他忘得一乾二淨。冷靜淡漠的性格無可避免地與家嵐發生摩擦。 |

### 其他人物
- 金志完 飾 李先鶴（幼年：俞承豪）
- 柳賢慶 飾 金善熙
- 김한 飾 李德貞
- 金娜雲 飾 安南希
- 朴洸正 飾 崔正勳
- 鄭京虎 飾 李基東
- 宋在浩 飾 全英日
- 鄭翰軒 飾 黃正具

## OST
01.明仁熙-我也像你那樣Part1/명인희-나도 너처럼 Part 1
02.金連宇-我們曾經笑過的日子/김연우-우리 웃던 날
03.金亨燮-接吻(騎自行車的風景)/김형섭-입맞춤
04.李賢貞-因為有你的微笑/이현진-그대 미소 있기에
05.明仁熙-我也像你那樣Part2/명인희-나도 너처럼 Part 2
06.崔江姬、申恩京、姜成賢、李錫敏、李志恩、李秀彬、金恩真-數字歌/숫자송
07.金基元-再見/김기원-안녕
08.李賢貞-現在/이현진-이젠
09.bayaba-李次長戀歌/바야바-이차장 연가
10.金恩真-我也像你那樣Part3/김은진-나도 너처럼 Part 3
11.童年主題/어린 시절 테마
12.游泳場發生的事/수영장에서 생긴 일
13.關夏主題/관하 테마
14.早安李次長/굿모닝 이차장
15.Bach的紅豆麵包/Bach의 단팥빵
16.因為有你的微笑(演奏版)/그대 미소 있기에 (오보 연주)

## 其他搭配歌曲
- 台灣東森戲劇台版本
  - 片頭曲：林俊傑《熟能生巧》
  - 片尾曲：曹格《燭光晚餐》

## 外部連結
- 韓國MBC官方網站 （页面存档备份，存于） 
- 臺灣東森官方網站（繁體中文）

| MBC 週日晨間劇                                | MBC 週日晨間劇                            | MBC 週日晨間劇 |
| --------------------------------------------- | ----------------------------------------- | -------------- |
|                                               | 紅豆麵包 （2004年7月4日 - 2005年1月16日） |                |
| 溪花村的人們 （2004年1月4日 - 2004年6月27日） | 停播                                      |                |

| 臺灣 東森戲劇台 星期一至五 21:00 - 22:00 | 臺灣 東森戲劇台 星期一至五 21:00 - 22:00           | 臺灣 東森戲劇台 星期一至五 21:00 - 22:00 |
| ---------------------------------------- | -------------------------------------------------- | ---------------------------------------- |
|                                          | 紅豆麵包 （2006年3月27日 - 2006年5月2日）          |                                          |
| 18．29 （2006年2月21日 - 2006年3月27日） | 老天爺啊！給我愛 （2006年6月2日 - 2006年10月16日） |                                          |